# 馬克西姆·萊斯蒂耶納
馬克西姆·萊斯蒂耶納（法語：Maxime Lestienne；1992年6月17日—）是一位比利時足球運動員。在場上的位置是翼鋒。現時效力新加坡超級足球聯賽球隊獅城水手。他也代表比利時國家足球隊參賽。他也曾效力於布魯日足球俱樂部。